# پال الکساندر کرکولد
پال الکساندر کرکولد (انگلیسی: Pål Alexander Kirkevold؛ زادهٔ ۱۰ نوامبر ۱۹۹۰) بازیکن فوتبال اهل نروژ است.
از باشگاه‌هایی که در آن بازی کرده‌است می‌توان به باشگاه فوتبال میوندالن اشاره کرد.
وی همچنین در تیم ملی فوتبال نروژ بازی کرده‌است.